# Miranda (księżyc)
Miranda (Uran V ) – najmniejszy spośród pięciu głównych księżyców Urana. Miranda posiada najbardziej złożone struktury geologiczne spośród satelitów tej planety. Została odkryta przez Gerarda Kuipera w 1948 roku.
Do tej pory jedyne zdjęcia Mirandy w zbliżeniu pochodzą z sondy Voyager 2, która dokonała obserwacji księżyca w styczniu 1986 roku. Południowa półkula była wtedy skierowana w stronę Słońca, więc tylko ta część została sfotografowana. Sonda minęła Mirandę w odległości około 29 000 km, co było największym zbliżeniem do jakiegokolwiek księżyca w trakcie całej misji i pozwoliło na uzyskanie zdjęć powierzchni w wysokiej rozdzielczości.
Nazwa księżyca pochodzi od Mirandy, córki Prospera, bohaterki sztuki Williama Szekspira, Burza.

## Charakterystyka fizyczna

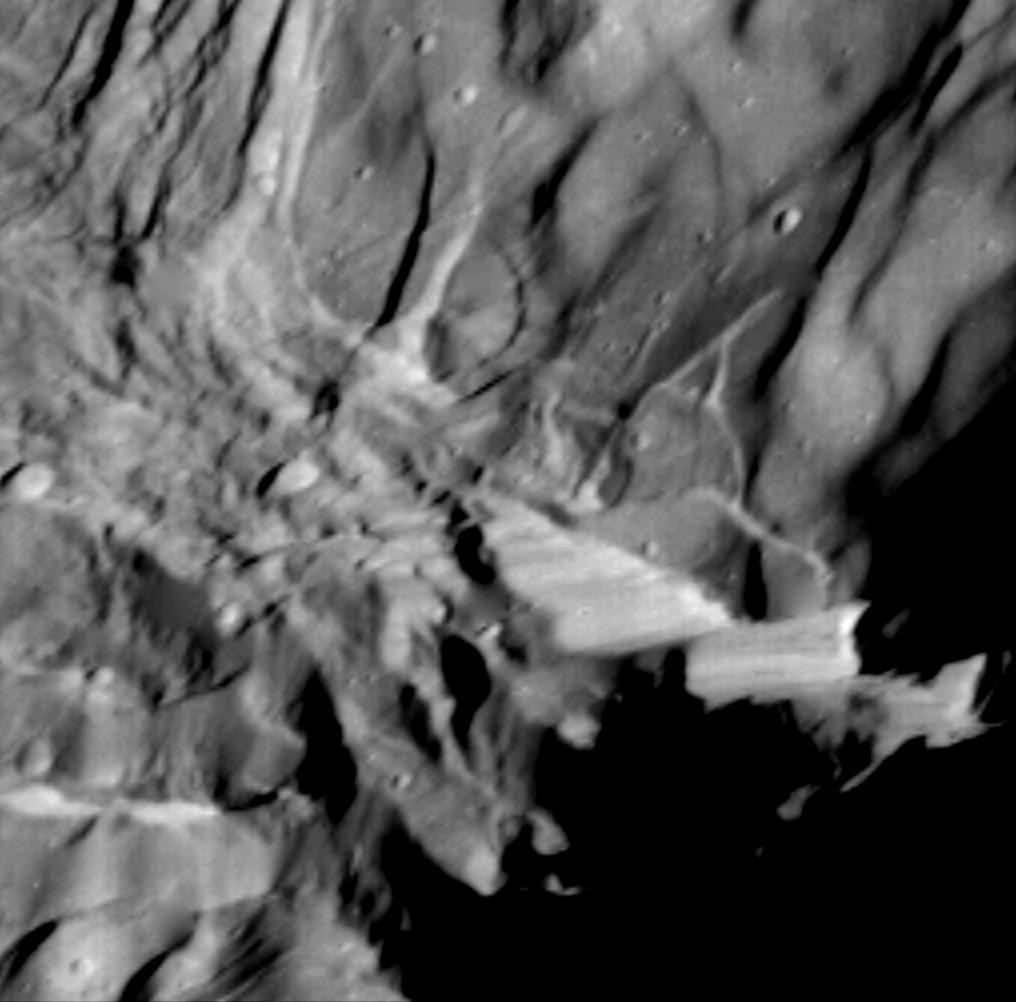
Zbliżenie klifu Verona Rupes na powierzchni Mirandy, którego wysokość jest szacowana na ponad 5 km

Powierzchnię Mirandy może pokrywać lód z małą ilością skał krzemianowych oraz związki organiczne zawierające metan. Licznie występują kaniony o głębokości dochodzącej do 20 km oraz regiony świadczące o wzmożonej w przeszłości aktywności geologicznej. Rozległe wyżłobione struktury mogą być wynikiem ogrzewania się lodu. Niska gęstość wskazuje, że lód jest głównym składnikiem wnętrza, zatem zalicza się ona do księżyców lodowych.
Wydaje się, że tak silna aktywność tego stosunkowo niewielkiego księżyca, spowodowana była przyciąganiem Urana. Zapewne w przeszłości Miranda znajdowała się w rezonansie orbitalnym 1:3 z Umbrielem, a jej orbita była bardziej ekscentryczna, co powodowało ogrzewanie wnętrza księżyca przez siły pływowe. W miarę ewolucji układu księżyc opuścił rezonans, a jego orbita stała się bliska kołowej, zachowując jednak nietypowe nachylenie. Inna, mniej prawdopodobna teoria sugeruje, że Miranda została uderzona przez masywny obiekt, który zniszczył jej powierzchnię. Fragmenty osiadły ponownie w innych miejscach, tworząc obecną, dziwną strukturę powierzchni.

## Verona Rupes
Miranda zawiera największy uskok w Układzie Słonecznym – Verona Rupes. Jego wysokość oszacowano na od 5 do nawet 20 km. 